# Camagüey (club de fútbol)
El Camagüey es un club de fútbol cubano radicado en la provincia homónima, en la capital Camagüey. Actualmente juega en el Campeonato Nacional de Fútbol de Cuba, la primera división del país.

## Historia
El Camagüey en la temporada del 2011 logró una excelente campaña, tras quedar primero en la fase regular, pero en los play offs quedó eliminado en las semifinales por manos del Guantánamo, perdiendo la oportunidad de consagrarse campeón. Luego definió un partido contra Ciudad de La Habana para buscar al tercer mejor, donde en la ida cayó por 4 a 0 como visitante, la fecha de la vuelta se ha aplazado hasta nuevo orden.[cita requerida]
En 2015, Camagüey logró obtener el primer lugar en la máxima categoría.

## Entrenadores
- Armando Cruz (2005)[5]
- Roberto Vilegas (2017–2018)[6]
- Mario Matamoros (2019)[7][8]
- Roberto Villegas (2023–presente)[2][9]

## Logros
- Campeonato Nacional de Fútbol de Cuba: 6

1968, 1969, 1970, 1975, 1977, 2015.